# Франк Пагелсдорф
Франк Пагелсдорф (на немски: Frank Pagelsdorf) е бивш германски футболист и настоящ треньор, роден на 5 февруари 1958 г. в Хановер.

## Кариера като футболист
след като преминава през детските и юношеските формации на ТуС Гарбзен и ТСФ Хавелзе, Пагелсдорф подписва първия си професионален договор с Хановер 96, който по това време играе в Северната втора Бундеслига. Две години по-късно преминава в Арминия Билефелд, където за 128 мача вкарва 28 гола. С тези голове той е рекордьор за Арминия в Бундеслигата, благодарение на което и до днес той е обичан в този град. През 2005 Пагелсдорф е избран в идеалния състав на века по случай стогодишнината на отбора. В периода 1984 – 1988 играе за Борусия Дортмунд, където освен със 102-та си мача и девет гола ще се запомни и с чашата кока-кола, която излива върху главата на недолюбван от него журналист по време на една пресконференция. В началото на 1989 се завръща в Хановер, но контузия на гръбначния му стълб прекъсва активната му състезателна кариера.

## Кариера като треньор
Франк Пагелсдорф започва треньорската си кариера през 1991 г. начело на дублиращия отбор на Хановер. Минава през Унион Берлин, преди през 1994 да поеме Ханза Рощок. С него печели промоция за Първа Бундеслига и още на следващата година отбора заема престижното шесто място. След като през 1997 му изтича договорът, Пагелсдорф става треньор на Хамбургер, с когото постига най-големия си успех в труньорската си кариера – трето място през сезон 1999/2000 и участие в Шампионската лига година по-късно, когато отборът играе исторически мачове с Ювентус – 4:4 в Хамбург и победа с 3:1 в Торино. След незадоволителни резултати през есента на 2001 Пагелсдорф е уволнен и тъй като договорът му е до 2004 г. прибира обезщетение в размер на 4,1 милиона марки. След дълга почивка през лятото на 2003 поема Оснабрюк, но през пролетта на следващата година е уволнен. След това води дубайския Ал Насър. От август 2005 г. отново е треньор на Ханза, като през сезон 2006/2007 още веднъж успява да вкара отбора в Първа Бундеслига.